# Zona metropolitana de Tampico
La Zona Metropolitana de Tampico es la continuidad de la ciudad de Tampico a los municipios contiguos, está localizada en los estados mexicanos de Tamaulipas y Veracruz, es junto a la Ciudad de México, Querétaro la Comarca Lagunera, Puebla, La Piedad y Puerto Vallarta una de las Zonas Metropolitanas biestatales de México.
Se extiende a lo largo del río Pánuco en la vertiente del Golfo de México. Abarca los siguientes municipios:
En Tamaulipas:
- Tampico
- Altamira
- Ciudad Madero

En Veracruz:
- Pueblo Viejo
- Pánuco

## Demografía

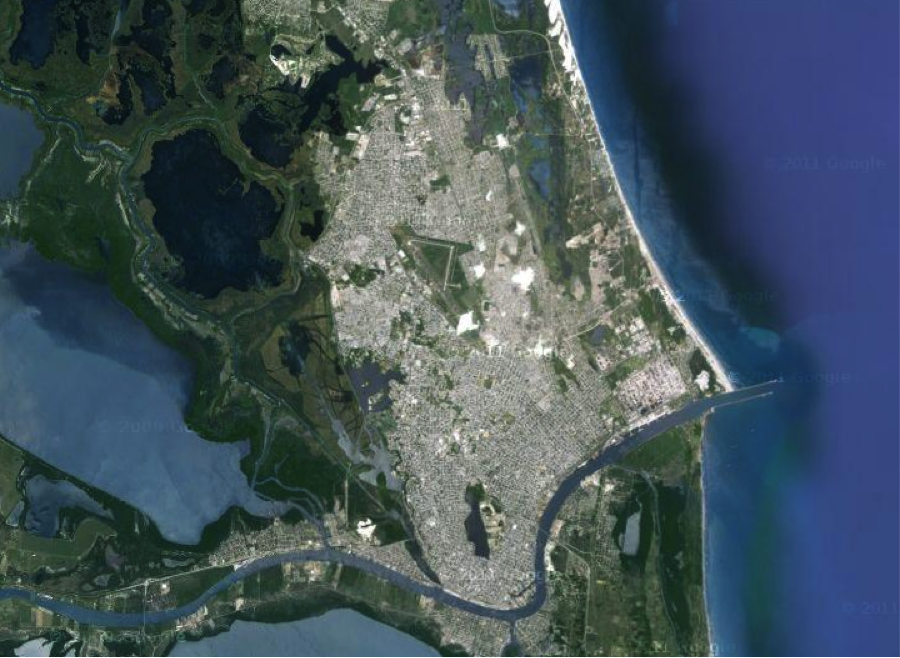
Vista aérea, donde solo se puede apreciar a Tampico y Cd. Madero.

La zona en el 2020, según el censo de población y vivienda que realizó el INEGI, la zona conurbada albergaba a 927,379 habitantes, de los cuales más de 750,000 habitantes viven en el estado de Tamaulipas. Además, esta zona metropolitana tiene lugares turísticos como la Laguna del Carpintero, parque Bicentenario, Aduana Marítima, parque Champayán, playa Miramar, centro histórico de los municipios y el río Pánuco que divide a los municipios.

## Transporte
En Tampico existen infinidad de rutas para el transporte de la población, cada día más de 800,000 necesitan moverse por distintos puntos de la zona metropolitana. La mayoría de las rutas se concentran en la Zona Centro de Tampico, las cuales parten por las principales avenidas y después distribuyéndose hacia las colonias de Tampico, Madero y Altamira, con respecto a Pueblo Viejo y Pánuco las rutas parten por carretera.
Ruta 01 - Aviación - Américas - Boulevard
Ruta 02 - Central de Abastos - Bosque - Casa Blanca (Desapareció en 2021)
Ruta 03 - Madero - Central de Abastos
Ruta 04 - Águila - Madero
Ruta 05 - Madero - Blanco Palmas
Ruta 06 - Madero - Revolución Verde - Las Torres
Ruta 07 - Tampico - Playa Norte - Boulevard
Ruta 08 - Seguro Social - Lomas de Infonavit
Ruta 11 - Candelario Garza - Tampico - Boulevard
Ruta 12 - Morelos - Moralillo - Moscú
Ruta 13 - N. Garza Leal - Borreguera - Tampico x Av. Hidalgo
Ruta 16 - Tierra Negra - Germinal x Av. Hidalgo - Borreguera
Ruta 19 - Nuevo Madero - Serapio Venegas - Tampico x Av. Hidalgo 
Ruta 20 - Madero - Borreguera
Ruta 21 - Tampico Fovissste - Playa
Ruta 22 - Tampico - Borreguera - Boulevard
Ruta 23 - Enrique Cárdenas González - Universidad
Ruta 24 - Tampico Tancol - Carmen Romano - Crucero De Germinal
Ruta 25 - Madero - Echeverría
Ruta 26 - Puertas Coloradas - Divisoria
Ruta 27 - Santa Elena - Moralillo Veracruz - Tampico
Ruta 29 - Águila Echeverría - Escolleras (Desapareció en 2021, aparente regreso en Septiembr 2022)
Ruta 30 - Ganadera - Divisoria
Ruta 31 - Tampico - Niños Héroes - Isleta x Av. Hidalgo
Ruta 32 - Madero - Heriberto Kehoe - Las Flores 
Ruta 33 - Madero - Tancol - La Paz
Ruta 34 - Tampico - Madero - Las Flores
Ruta 35 - Madero - Ganadera - Niños Héroes
Ruta 37 - Tampico Madero Escolleras (se juntó en mayo de 2015 con la Ruta Águila Echeverría) (Regresó brevemente a ser una ruta independiente en 2022, desapareciendo de nuevo)
Ruta 38 - Circuito Norte
Ruta 39 - Tampico Refinería - Playa Sur - Boulevard
Ruta 40 - Tampico - Madero - Playa Norte
Ruta 42 - C. Orta - López Portillo - Central Camionera (Extinto en 2020)
Ruta 43 - Aviación - Cañada - Boulevard
Ruta 44 - Tampico - República de Cuba
Ruta 45 - Las Flores - Enrique Cárdenas González - Luna Luna x Av. Hidalgo
Ruta 46 - Las Flores - Blanco Kinder - Palafox - Boulevard
Ruta 47 - Bosque - Boulevard
Ruta 48 - Germinal - Boulevard
Ruta 50 - Tampico - Valle
Ruta 51 - Serapio Venegas - Boulevard
Ruta 52 - Tampico - Ampliación Unidad Nacional - Boulevard
Ruta 54 - Altamira - Nvo. Tampico - Borreguera
Además existen rutas de los denominados "Carros de Ruta" y la empresa URBAN subsidiaria de Transpaís.